# Thule Bluff
Das Thule Bluff ist ein markantes und 126,5 m hohes Felsenkliff an der Ingrid-Christensen-Küste des ostantarktischen Prinzessin-Elisabeth-Lands. Es ragt am östlichen Ende der Vestfoldberge auf.
Das Antarctic Names Committee of Australia benannte es 1984 wegen seiner Abgeschiedenheit nach der mythischen Insel Thule.